# Juan Gaetano
Juan Gaetano war ein Seefahrer, Nautiker und Entdecker italienischer Herkunft, der im 16. Jahrhundert in spanischen Diensten mehrere Erkundungsfahrten im Pazifischen Ozean unternahm. 1542 war er Pilot bei einem Unternehmen von Ruy López de Villalobos, 1555 brach er zu einer eigenen Fahrt auf. Die Interpretation seiner Berichte wirft allerdings Probleme auf. Ob Gaetano die Inseln von Hawaii entdeckt hat, ist umstritten.